# Agelescape affinis
Agelescape affinis là một loài nhện trong họ Agelenidae.
Loài này thuộc chi Agelescape. Agelescape affinis được Wladislaus Kulczynski miêu tả năm 1911.